# 재벌 해체

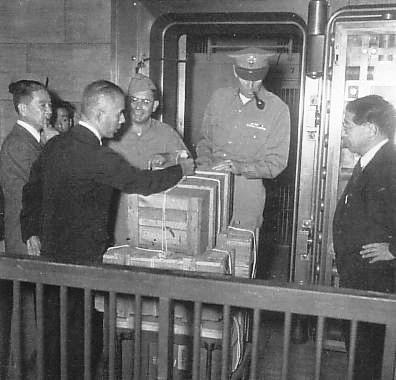

재벌 해체(財閥解體, 일본어: 財閥解体)는 1945년부터 1952년에 걸쳐 행해진 연합군 최고 사령관 총사령부 (GHQ)의 점령 정책 중 하나이다.